# アルバート・ピアポイント
アルバート・ピアポイント（Albert Pierrepoint, 1905年3月30日 - 1992年7月10日）は、イングランドの死刑執行人。最後のハングマン（首吊り処刑人）とも呼ばれている。
叔父のトーマス・ピアポイントと父のヘンリー・ピアポイントも死刑執行人という、近代イギリスでは珍しい死刑執行人一家の最後の死刑執行人となった。1932年から1956年まで死刑執行人を務め、第二次世界大戦の後、約200人のナチ戦犯と6人のアメリカ兵を含む約433人の男性と17人の女性を処刑した。

## 経歴
- 1905年3月30日 - 死刑執行人をしていたヘンリーと彼の妻メアリーの間に2番目の子として生まれる。
- 1932年9月26日 - 死刑執行人であった叔父の助手として就任する。
- 1932年12月29日 - 助手としてはじめての死刑執行を行う。
- 1941年10月17日 - 死刑執行人としての執行を行う。
- 第二次世界大戦後 - 200人のナチ戦犯を処刑するため、25回に渡ってドイツとオーストリアへ旅立った。マスコミにはナチスの戦犯に正義の鉄槌を下したとして報道されたため、一種の戦争英雄として有名人になった。オーストリアで絞首刑を行うため、新たに採用された死刑執行人の教育も行っている。
- 1956年 - 辞任し、サウスポートの海辺の町で隠居する。
- 1992年7月10日 - 死亡。

## 死刑を執行した人物
- ウィリアム・ジョイス
- イルマ・グレーゼ
- ヨーゼフ・クラーマー
- ジョン・ヘイグ
- フランツ・ヘスラー
- アンスカー・ピヒン
- フリッツ・クライン
- ゴードン・カミンズ